# Траванка-де-Лагуш
Траванка-де-Лагуш (порт. Travanca de Lagos)  —  район (фрегезия) в Португалии,  входит в округ Коимбра. Является составной частью муниципалитета  Оливейра-ду-Ошпитал. По старому административному делению входил в провинцию Бейра-Алта. Входит в экономико-статистический  субрегион Пиньял-Интериор-Норте, который входит в Центральный регион. Население составляет 1448 человек на 2001 год. Занимает площадь 16,77 км².
Покровителем района считается Апостол Пётр (порт. S. Pedro). 